# 讃岐神社
讃岐神社（さぬきじんじゃ）は、奈良県北葛城郡広陵町三吉にある神社。式内社で、旧社格は村社。
竹取物語に登場する「竹取の翁」が名を「讃岐造（さぬきのみやつこ）」ということから、これが大和国広瀬郡散吉郷のことであるとして、「竹取物語ゆかりの神社」を称している。

## 祭神
現在は、大国魂命・若宇加能売命・大物主命を祀るとしている。
『日本三代実録』元慶7年（883年）12月2日条には「散吉大建命・散吉伊能城神に神階従五位下を授ける」という記述があり、当社の神のこととみられる。

## 歴史
鎮座地名の「三吉」は「みつよし」と読むが、かつては「散吉」と書いて「さぬき」と読んでいた。一帯は讃岐国の斎部氏が移り住んだ地で、讃岐の故郷の神を勧請し創建したものとみられる。延喜式神名帳では「大和国広瀬郡 讃岐神社」と記載され、小社に列格している。
広瀬川合（現 廣瀬大社）の若宇加乃売命を勧請したことにより、江戸時代までは「広瀬大明神」「南川合明神」と称していた。慶長19年（1611年）正月に火災があり、現在の本殿はそのときに再建されたものである。

## 境内

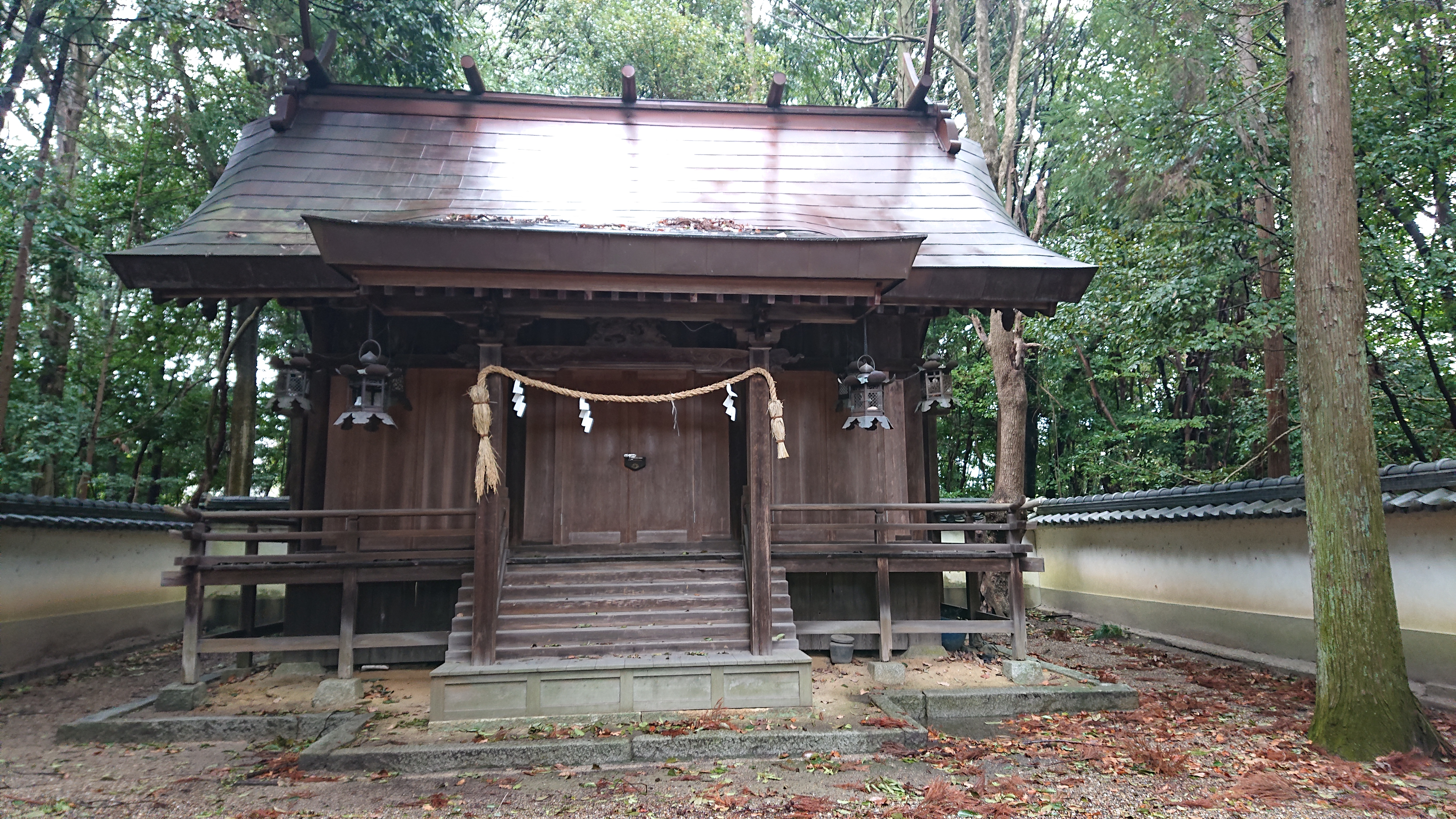
本殿
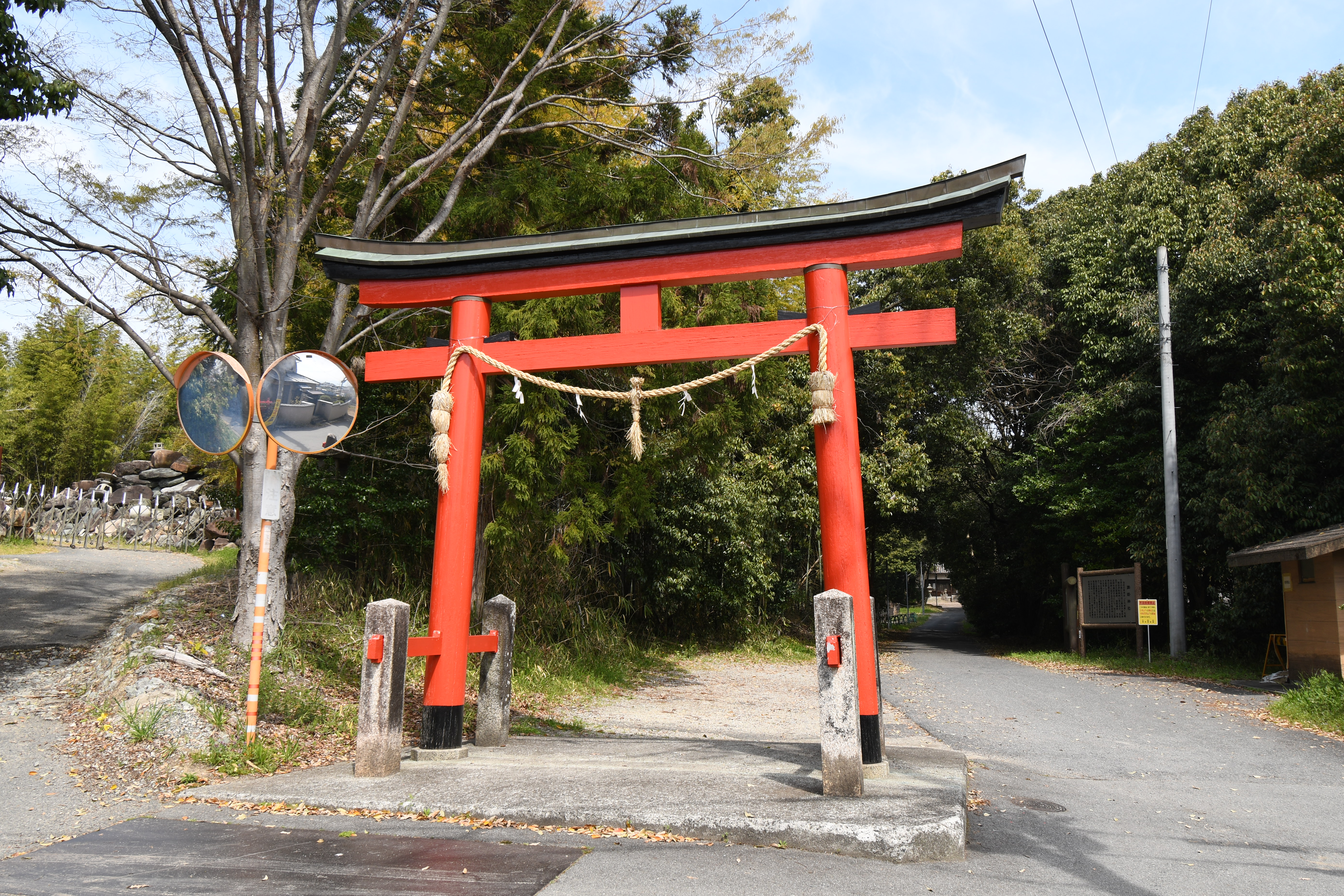
鳥居
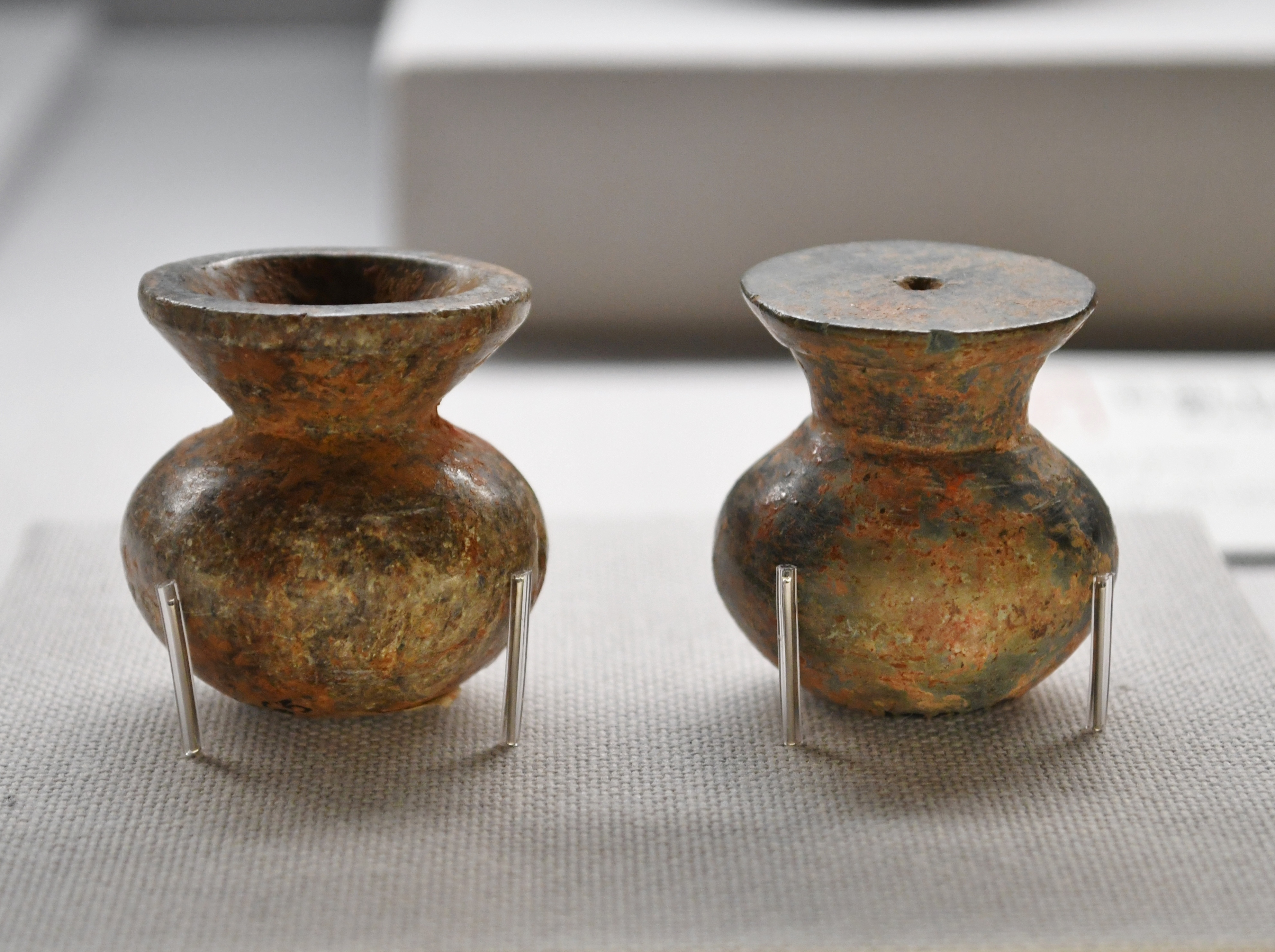
境内出土 石製坩 東京国立博物館展示。

## 讃岐神社と竹取物語
日本最古の物語といわれている『竹取物語（かぐや姫伝説）』の舞台は諸説あるが、奈良県北葛城郡広陵町が有力な候補地であるといわれている。
広陵町が竹取物語の舞台といわれる根拠
- 竹取の翁の名前は讃岐造（さぬきのみやつこ）であること- 竹取物語の冒頭「今は昔、竹取の翁というものありけり（中略）名をば讃岐造（さぬきのみやつこ）となむいいける」
- おじいさんの名前は大和の国の散吉（さぬき）という地方に住んでいた讃岐一族の長であったこと
- 平安時代に書かれた「延喜式」の式内社の讃岐神社の場所が大和国広瀬郡散吉郷と記されており、讃岐神社のある奈良県北葛城郡広陵町三吉といわれていること。

## ロケ地となった映画

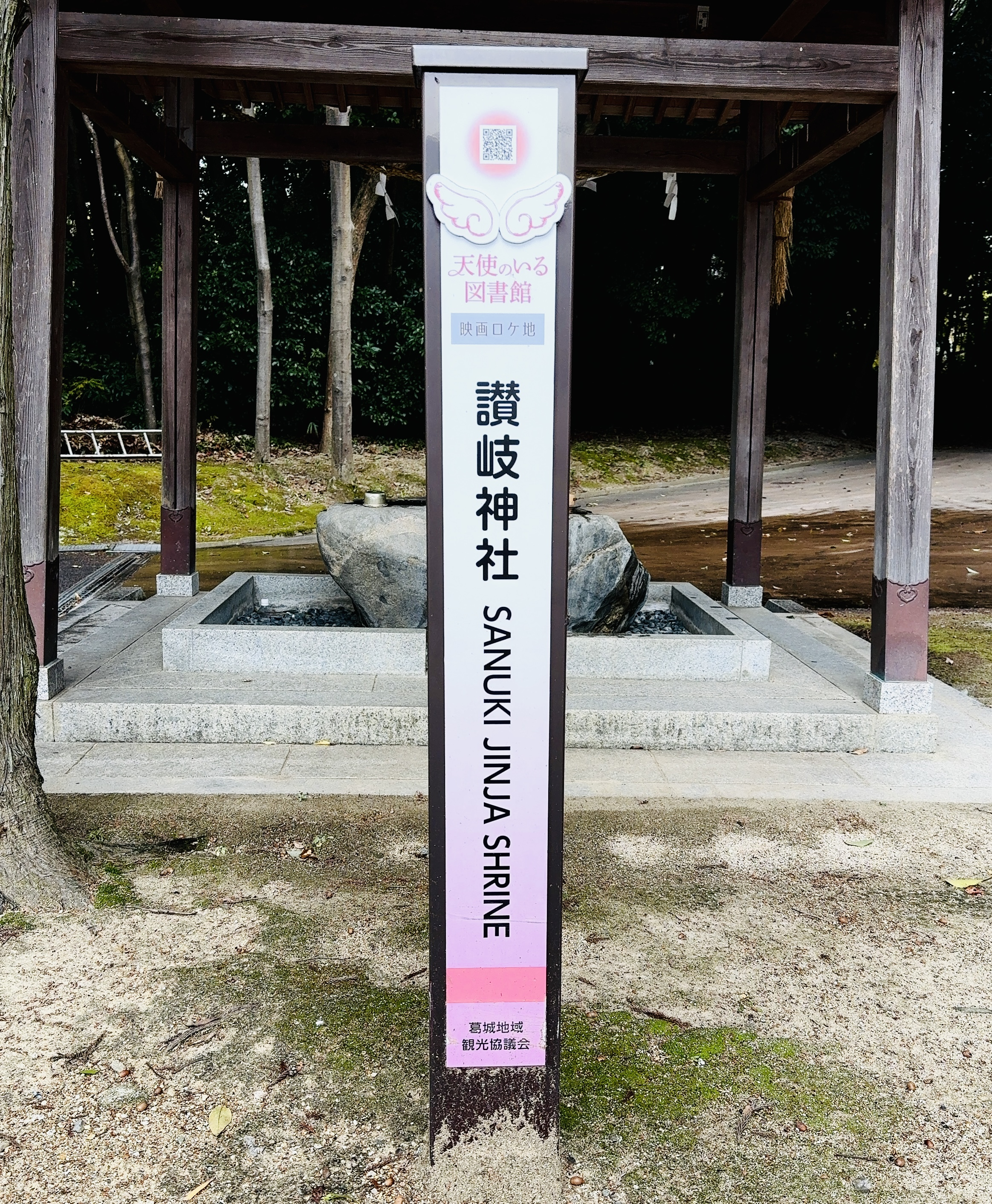
讃岐神社 ロケ地表示

奈良県の葛城地域（大和高田市・御所市・香芝市・葛城市・広陵町）を舞台にした映画、「天使のいる図書館」のロケ地の１つとして選ばれた。主演：小芝風花　共演：横浜流星。